# De Youngovo muzeum

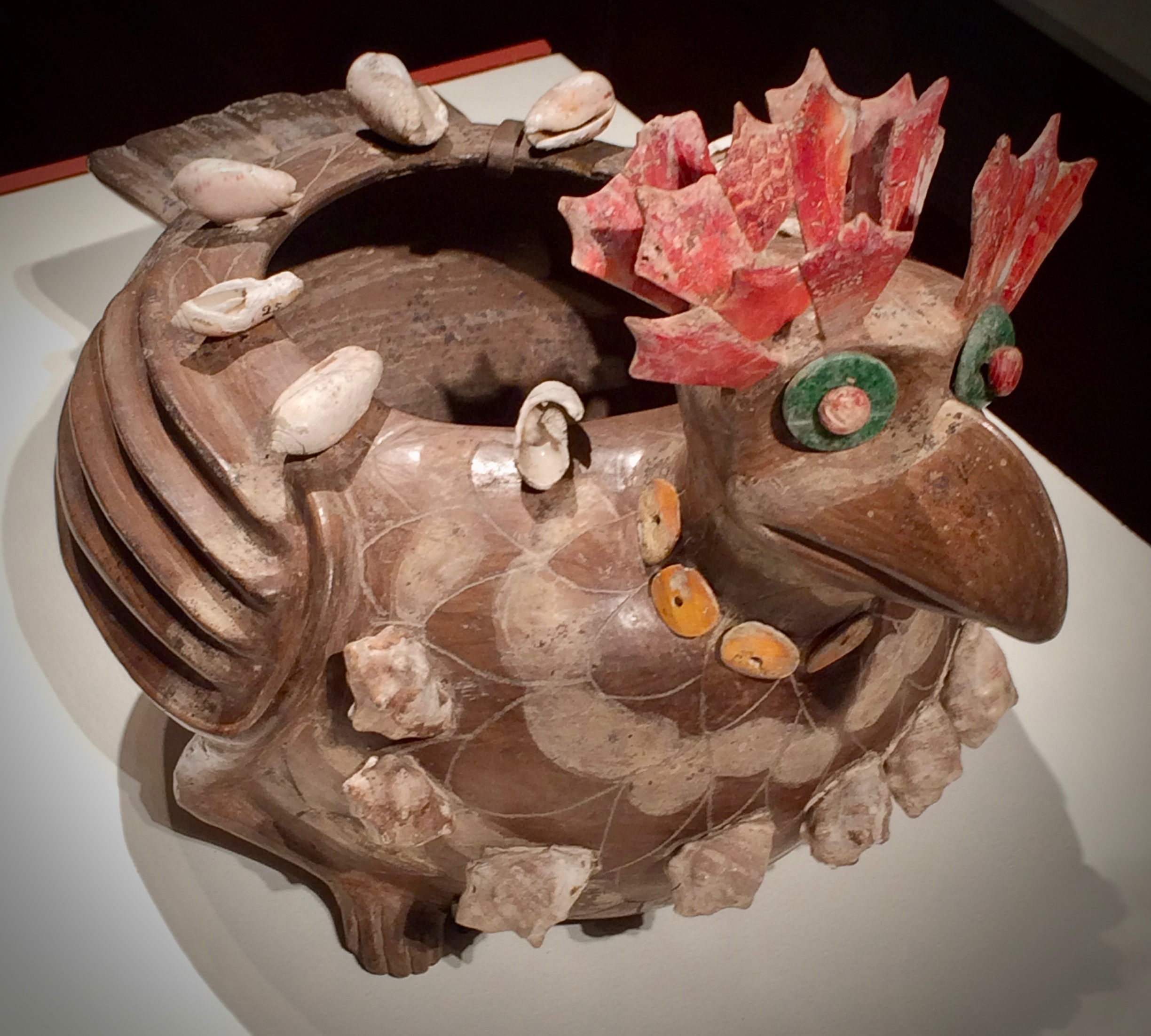
Ptačí podobizna, 250–350 našeho letopočtu

De Youngovo muzeum (anglicky De Young Museum, formálně M. H. de Young Memorial Museum) je muzeum výtvarného umění umístěné v San Franciscu v Kalifornii. Nachází se v parku Golden Gate a je součástí Muzea výtvarných umění v San Franciscu spolu s Čestnou legií. Muzeum je pojmenován po raném sanfranciském novináři M. H. de Youngovi.

## Historie

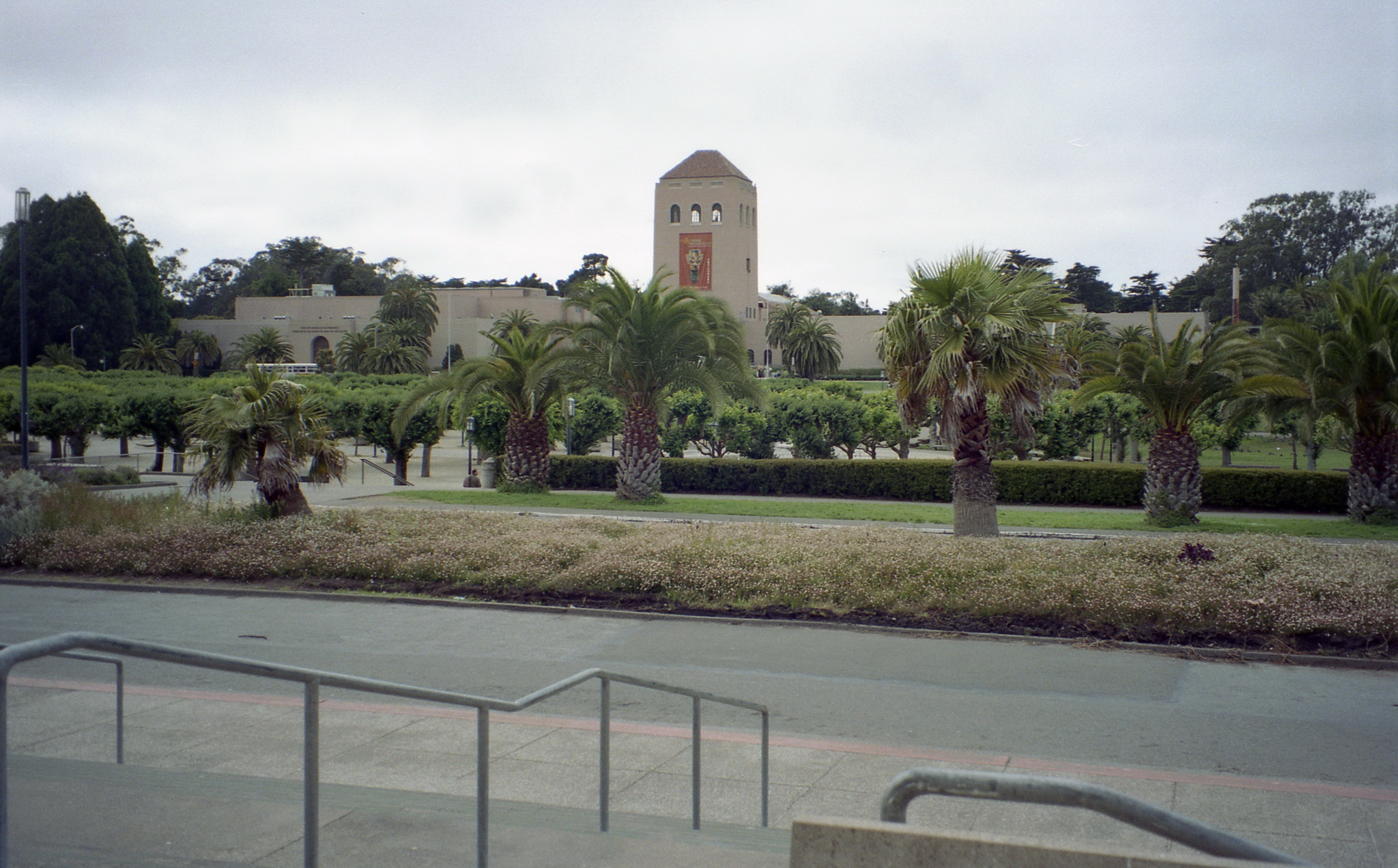
De Youngovo muzeum před rekonstrukcí v roce 2005

Muzeum bylo otevřeno v roce 1895 jako následek mezinárodní výstavy California Midwinter International Exposition z roku 1894 (veletrh po vzoru světové kolumbijské výstavy v Chicagu z předchozího roku). Byla umístěna v budově postavené ve stylu egyptské architektury, která byla na veletrhu centrem výtvarného umění. Budova byla těžce poškozena při zemětřesení v San Franciscu v roce 1906 a kvůli opravám byla na rok a půl uzavřena. Stálý rozvoj muzea si vyžádal nový prostor, který by lépe sloužil jeho rostoucímu publiku. Michael de Young reagoval plánováním budovy, která by sloužila jako jádro zařízení de Young během 20. století. Louis Christian Mullgardt, koordinátor architektury pro mezinárodní výstavu Panama-Pacific International Exposition z roku 1915, navrhl budovu ve španělském stylu. Nová struktura byla dokončena v roce 1919 a formálně převedena de Youngem na komisaře městského parku. V roce 1921 de Young přidal centrální část spolu s věží, která se stala charakteristickým prvkem muzea, a muzeum začalo přebírat základní konfiguraci, kterou si zachovalo až do roku 2000. De Youngovo úsilí bylo poctěno změnou názvu muzea na M. H. de Young Memorial Museum. Další přístavba, západní křídlo, byla dokončena v roce 1925, v roce, kdy de Young zemřel. V roce 1929 byla původní budova v egyptském stylu prohlášena za nebezpečnou a zbourána.
V roce 1949 byla komplikovaná původní výzdoba z litého betonu prohlášena za nebezpečnou a odstraněna, protože slaný vzduch z Pacifiku způsoboval rezivění nosné oceli.
V rámci dohody, která v roce 1972 zakládala Muzea výtvarného umění v San Franciscu, byla de Youngova sbírka evropského umění poslána Čestné legii. Jako kompenzaci získal de Young právo vystavovat většinu antropologických fondů organizace. Patří mezi ně významná prehispánská díla z Teotihuacánu a Peru, stejně jako domorodé kmenové umění ze subsaharské Afriky. Budova byla vážně poškozena zemětřesením v Loma Prieta v roce 1989. Ta byla v roce 2005 zbourána a nahrazena novou budovou. Jediné zbývající původní prvky starého de Younga jsou vázy a sfingy umístěné poblíž Pool of Enchantment. Původní jsou také palmy před budovou.
De Young's Artist Studio je rezidenční program pro umělce, který podporuje zapojení umělecké komunity a podporu začínajících umělců a od roku 2010 je součástí iniciativy Cultural Encounters.

## Sbírky
De Young představuje americké umění od 17. do 21. století, mezinárodní současné umění, textilie a kostýmy a umění z Ameriky, Pacifiku a Afriky. Sbírky de Youngova muzea zahrnují: americké umění, africké umění, oceánské umění, umění Ameriky, kostýmní a textilní umění, grafiku, fotografii a sochařství. Část sbírky je přístupná online na webových stránkách muzea a Google Arts and Culture.

### Americká sbírka
Americká sbírka umění se skládá z více než 1 000 obrazů, 800 soch a 3 000 předmětů dekorativního umění. Zahrnuje díla od roku 1670 do současnosti. Od svého založení v budově výtvarného umění na mezinárodní výstavě California Midwinter International Exposition v roce 1894 v parku Golden Gate, jeho následné institucionalizaci v M. H. de Young Memorial Museum v roce 1924 a jeho reinstalaci v novém de Youngu v roce 2005 se stálá sbírka vyvíjela exponenciálně.

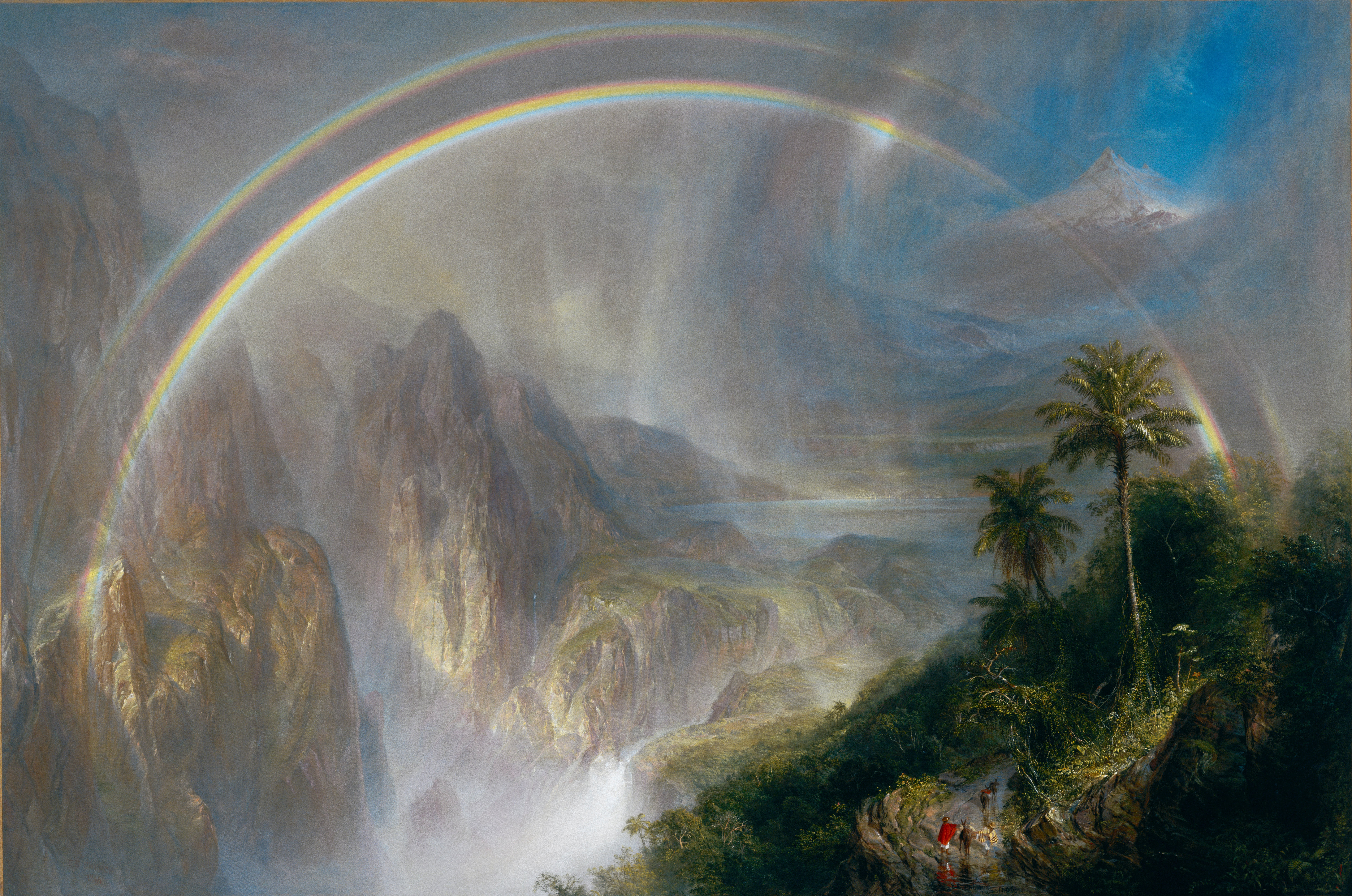
Frederic Edwin Church: Období dešťů v tropech, 1866

V roce 1978 byly sbírky amerického umění transformovány rozhodnutím Johna D. Rockefellera III a Blanchette Hooker Rockefellerové darovat svou proslulou sbírku 110 obrazů, 29 kreseb a dvou soch do Muzea výtvarného umění v San Franciscu, kde budou vystaveny.
De Youngův chronologický přehled amerického umění zahrnuje galerie věnované umění v následujících oblastech: původní američtí obyvatelé a Španělský kolonialismus; anglo-koloniální; Umění federální éry a neoklasicistní; Viktoriánský žánr a realismus; zátiší trompe-l'œil; škola Hudson River, Barbizon a tonalismus; Impresionismus a aškánská škola; Umění a řemesla; modernismus; Sociální realismus a americká scéna; Surrealismus a abstrakce; Beat, Pop a figurativní a současné.
Ačkoli stálá sbírka je svým rozsahem národní, v de Young je vystaveno také umění vytvořené v Kalifornii od éry zlaté horečky až po současnost. Mezi důležité kalifornské sbírky s celostátním významem patří příklady španělského koloniálního umění, umění a řemesel a figurativního a asamblážního umění z oblasti Bay Area. Významné z nich jsou nejvýznamnější muzejní sbírky děl malíře z Bay Area Chiury Obaty a sochařky Ruth Asawaové.
Stálé sbírkové galerie integrují předměty dekorativního umění s obrazy a sochami a zdůrazňují umělecký, společenský a politický kontext vystavených děl. I když je instalace v podstatě chronologická, staví vedle sebe díla z různých kultur a časových období, aby zdůraznila historické souvislosti mezi díly ve sbírce. Mezi malíře s obrazy v tomto muzeu umění patří; John Singleton Copley, John Vanderlyn, Thomas Cole (Prometheus Bound), Thomas Hill, Thomas Wood (Prodejce novin), Samuel Brookes, John Peto, Childe Hassam, Edmund C. Tarbell (The Blue Veil), George Hitchcock, Maynard Dixon, Otis Oldfield, Granville Redmond, Thomas Hart Benton (Susannah and the Elders), David Park, Richard Diebenkorn, Mel Ramos a Wayne Thiebaud.
V lednu 2017 instituce oznámila významný nový přírůstek do své sbírky amerického umění akvizicí 62 děl od 22 současných afroamerických umělců, včetně Thorntona Diala Blood And Meat: Survival For the World (1992) a Lost Cows (2000-1), Joe Light's Dawn (1988), Jessie T. Pettway 's Bars and String-Pierced Columns (50. léta), Lonnie Holley 's Him and Her Hold the Root (1994) a Joe Minter 's Camel at the Watering Hole (1995) Díla jsou aktuálně vystavena v Revelations: Art from the African American South, k vidění do 1. dubna 2018. [12].
De Youngovo muzeum také otevřelo vůbec první retrospektivu průkopnice feministického umění Judy Chicagové v roce 2020, čtyřicet let poté, co její přelomová instalace The Dinner Party (1974–79) debutovala v San Franciscu.
Archivy amerického umění
Od roku 1991 je v Americkém uměleckém oddělení uložen soubor sbírky mikrofilmů Archives of American Art Smithsonova institutu. Ve spojení s knihovnou Bothin Library a výzkumnými soubory oddělení je American Art Study Center nejdůležitějším výzkumným centrem amerického umění na západním pobřeží.

### Současná mezinárodní sbírka
V roce 1988 se Muzea výtvarného umění zavázala shromažďovat mezinárodní současné umění. Kromě děl v tradičních médiích rozšířil tento závazek muzejní fondy děl v nových nebo vícenásobných médiích – včetně instalací a konceptuálních děl, videa a dalších časově orientovaných médií a fotografie a dalších fotografických médií – přesněji odrážejí současnou uměleckou praxi.
Mezi nedávné akvizice ze současného umění patří Wall of Light Horizon (2005) od Seana Scullyho a charakteristické sochy Zhan Wanga a Cornelie Parker. Síla kolekce spočívá v umělcích spojených s Kalifornií, včetně Piotra Abraszewskiho, Christophera Browna, Squeaka Carnwatha, Jima Christensena, Roberta Colescotta, Hung Liu, Bruce Naumana, Rachela Neubauera, Edwarda Rusche a Masamiho Teraoka.
Média založená na fotografii (lens-based) a času představují novou oblast růstu s díly Nigela Poora, Catherine Wagner, Rebecy Bollinger, Alana Ratha a Propeller Group. Muzea také získala díla mezinárodních umělců jako Anish Kapoor, Odd Nerdrum, Gottfried Helnwein, Doris Salcedo, David Nash, Barbara Hepworth a Richard Deacon.

### Textil a kostýmy
Sbírka textilu Muzea výtvarného umění se může pochlubit více než 13 000 textiliemi a kostýmy z celého světa. Jedná se o jednu z největších a nejobsáhlejších sbírek svého druhu ve Spojených státech. Zahrnuje kostýmy a kostýmní doplňky; tkané textilie; netkané textilie; a předměty, jejichž primární dekorace se vyrábí technikami, jako je korálkování a vyšívání.
De Young vystavuje módu od 30. let 20. století s kousky od Diora, Balenciagy, Madame Grès, Yves Saint Laurent, Chanel, Ralpha Rucciho a Kaisika Wonga. Existují stejně působivé sbírky evropských vějířů 18. a 19. století, vynikající kolekce krajek, velkolepá skupina evropských církevních rouch a nábytku a rostoucí sbírka současného oděvního umění.
V srpnu 2017 znamenala The Summer of Love Experience: Art, Fashion a Rock & Roll další vrchol de Youngova muzea. Výstava oslavila 50. výročí Summer of Love a představovala módu z konce šedesátých let ze stálé sbírky muzea a zapůjčenou od nezávislých návrhářů Bay Area. Výstavu navštívilo 270 000 návštěvníků.
Na podzim roku 2018 de Young zorganizoval Contemporary Muslim Fashions. Výstava prozkoumala pravidla oblékání muslimských žen z různých komunit, kultur a náboženských interpretací od přelomu tisíciletí. Jednalo se o první rozsáhlé zkoumání tohoto tématu v umělecké instituci a zahrnovalo začínající a etablované designéry a umělce z Evropy, Středního východu, jihovýchodní Asie a USA. Výstava na jaře 2019 putovala do Muzea aplikovaného umění ve Frankfurtu.

### Afrika, Tichomoří a Amerika
Více než 1400 hvězdných příkladů z východního Súdánu, guinejského pobřeží, západní a střední Afriky, východní a jižní Afriky a jinde na kontinentu je zahrnuto do sbírky afrického umění Muzea výtvarných umění v De Youngovo muzeu. Sbírka afrického umění je prezentována spíše tematicky než geograficky, s důrazem na estetické a výrazové kvality umění.
Sbírky Oceanic byly charterové sbírky de Young, jejichž jádro vzniklo v roce 1894 na mezinárodní výstavě California Midwinter International Exposition v parku Golden Gate. Od té doby byla získána další oceánská díla sochařství, košíkářství, tapa, keramiky a kamenných nástrojů, čímž se jejich fondy rozrostly na více než 3000. Mezi hlavní přednosti kolekce patří třímetrový domovní sloup od lidu Iatmul na řece Sepik z Papui Nové Guineji, skupina pestře malovaných řezbářských prací používaných při obřadech malangganů v Novém Irsku, role peříčka z Nindu Island of Santa Cruz, vějíř z ostrovů Markézy v Polynésii, vzácná navigační postava z ostrovů Karolíny v regionu Mikronésie a výběr mocných dřevořezeb od maorských národů Nového Zélandu.
Sbírky Art of the Americas mají národní význam pro dějiny umění, antropologii a světové dějiny a pomohly založit de Young jako primární zdroj pro kulturní výzkum a studium. Rozsáhlá sbírka starověkého amerického a indiánského umění zahrnuje téměř 2000 uměleckých děl z Mezoameriky, Střední a Jižní Ameriky a západního pobřeží Severní Ameriky. Umění z kultur pocházejících z amerických kontinentů bylo určujícím rysem sbírky listin muzea a nadále představuje oblast významného růstu. Speciální galerie jsou věnovány starověkým předmětům z Mexika, včetně vynikajícího seskupení nástěnných maleb z Teotihuacánu.

### Evropská sbírka
Stálá sbírka obsahuje také některá díla evropských malířů, například Salvadora Dalího.

## Vybraná kolekce

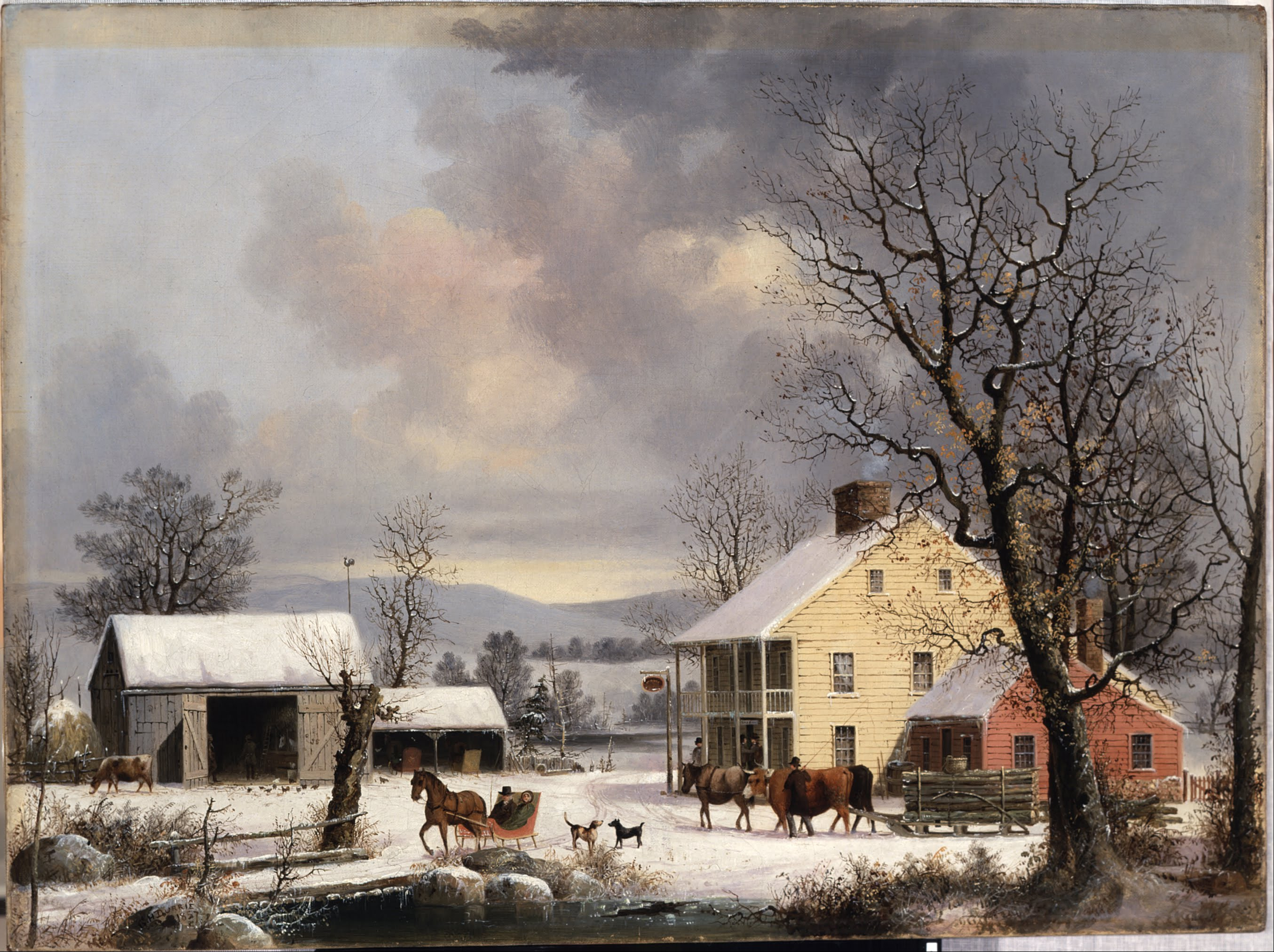
George Henry Durrie: Winter in the Country
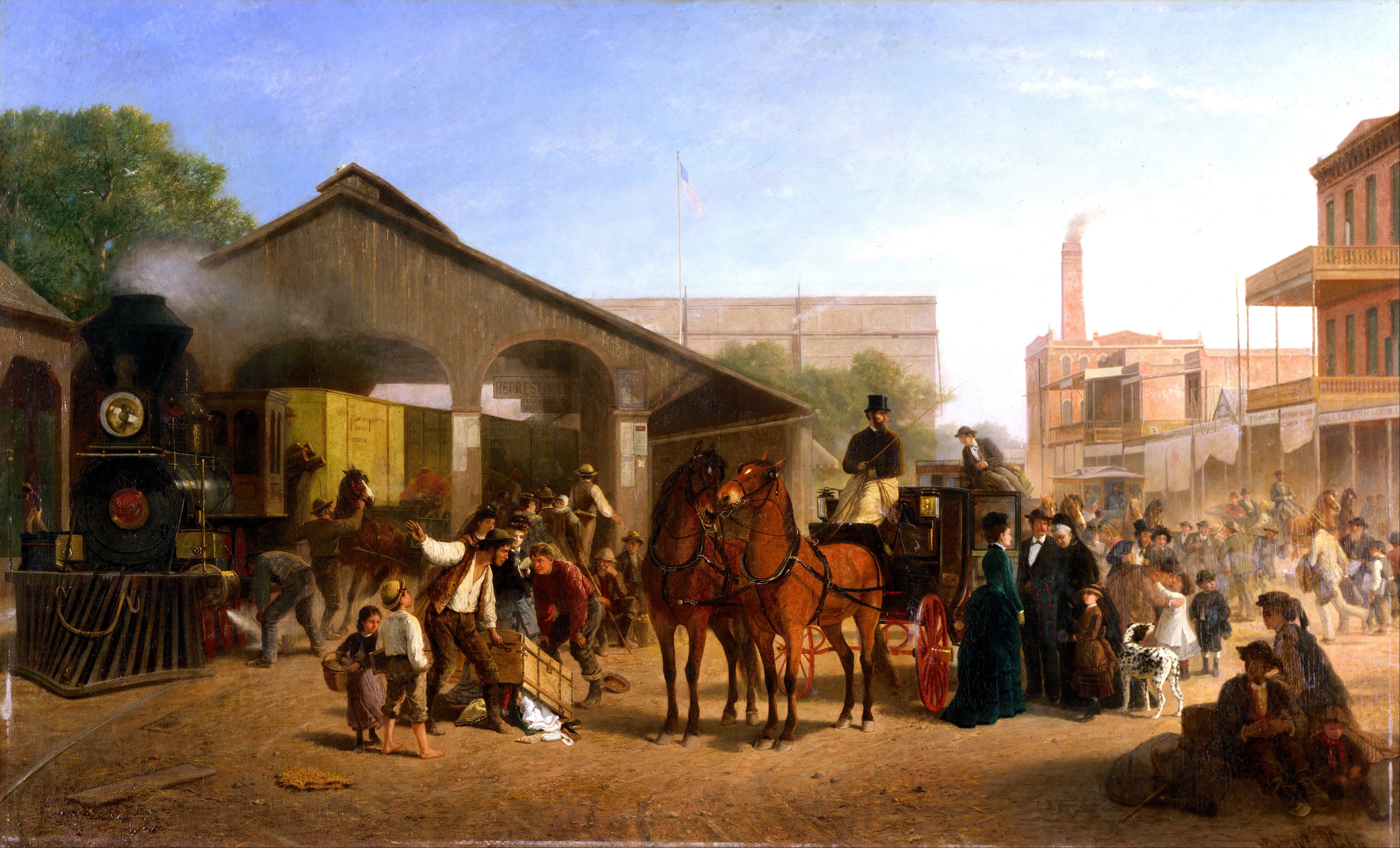
William Hahn: Sacramento Railroad Station

## Architektura

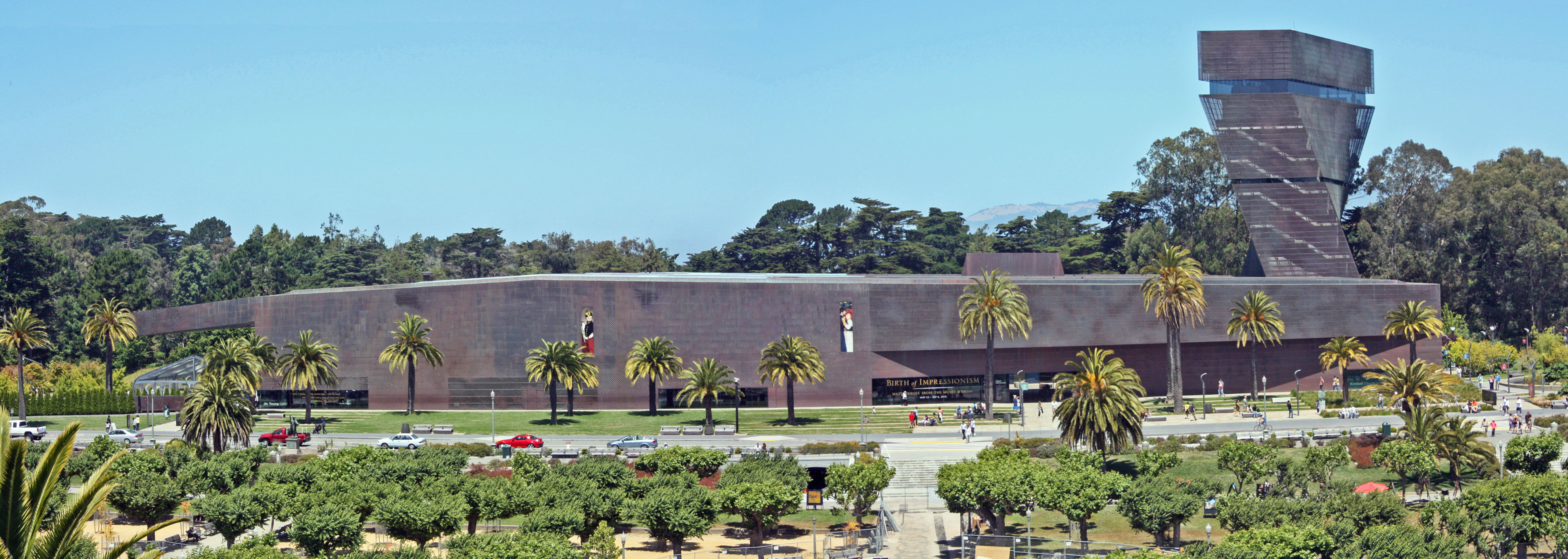
Muzeum s Hamonovou věží vpravo

Současná budova byla dokončena architekty Jacquesem Herzogem, Pierrem de Meuron a dvojicí Fong + Chan a otevřena 15. října 2005. Stavební, stavební a geotechnické inženýrství poskytla společnost Rutherford &amp; Chekene; Arup zajišťoval strojírenství a elektrotechniku. Herzog & de Meuron vyhrál soutěž v lednu 1999 a porazil další architekty z užšího výběru Tadao Ando a Antoine Predock. Terén a seismická aktivita v San Franciscu představovaly výzvu pro designéry Herzog & de Meuron a hlavní architekty Fong & Chan. Aby pomohla odolat budoucím zemětřesením, „[budova] se může pohybovat až o tři stopy (91 centimetrů) díky systému kluzných desek s kuličkovými ložisky a tlumičů viskózní kapaliny, které absorbují kinetickou energii a přeměňují ji na teplo“.
Nová struktura muzea umístěná uprostřed městského parku byla zpočátku kontroverzní. Voliči v San Franciscu dvakrát porazili dluhopisová opatření, která měla financovat projekt nového muzea. Po druhé porážce se muzeum samo plánovalo přestěhovat na místo ve finanční čtvrti. Vzniklo však úsilí vedené štědrými příznivci a zachovalo muzeum v parku Golden Gate.
Projektanti byli citliví na vzhled budovy v jejím přirozeném prostředí. Walter Hood, zahradní architekt se sídlem v Oaklandu, navrhl nové zahrady muzea. Celý exteriér je obložen 15 000 m2 mědi, u které se očekává, že nakonec zoxiduje a získá nazelenalý odstín a výraznou texturu, která bude odrážet blízké eukalypty. Aby bylo možné dále harmonizovat s okolím, byly do horní části vyřezány tvary, které odhalily zahrady a nádvoří, kde bylo vysazeno 48 stromů. Obzvláště dramatické jsou obří stromové kapradiny, které tvoří pozadí pro vstup do muzea. Bylo také vysázeno 20 700 metrů čtverečních nových terénních úprav s 344 přesazenými stromy a 69 historickými balvany. Budova je opláštěna variabilně perforovanými a důlkovanými měděnými plechy, jejichž patina se působením živlů pozvolna mění. Tato vnější fasáda byla vyvinuta a vyrobena inženýry společnosti Zahner. A celkem 44 metrová vyhlídková věž umožňuje návštěvníkům vidět velkou část hudební haly Golden Gate Park a tyčí se nad korunami stromů parku a poskytuje výhled na průliv Golden Gate a Marin Headlands.
Charakteristickým rysem je kroucená věž vysoká 44 metrů a lze ji vidět, jak se tyčí nad baldachýnem Golden Gate Park z mnoha oblastí San Francisca. Muzeum nabízí dvoupatrový muzejní obchod, volný přístup do lobby a věže a kavárnu s kompletními službami s venkovním posezením v Osher Sculpture Garden.